# Хроніка Альбельди
Хроніка Альбельди (лат. Chronicon Albeldense) — історичний твір, написаний латинською мовою невідомим автором за правління астурійського короля Альфонсо III (866—910). Отримав свою назву за Вігіланським (Альбельденським) кодексом, у складі якого та хроніка збереглась.
Хроніка містить важливі відомості з історії Іспанії часів мусульманського завоювання й початкового періоду Реконкісти.

## Видання
- M. Gomez Moreno. Las primeras crónicas. Madrid. 1932